# Phoeniculus
Phoeniculus Jarocki, 1821 è un genere di uccelli della famiglia Phoeniculidae.

## Tassonomia
Comprende le seguenti  specie:
- Phoeniculus castaneiceps (Sharpe, 1871) - upupa boschereccia di foresta
- Phoeniculus bollei (Hartlaub, 1858) - upupa boschereccia testabianca
- Phoeniculus purpureus (Miller, JF, 1784) - upupa boschereccia verde
- Phoeniculus somaliensis (Ogilvie-Grant, 1901) - upupa boschereccia becconero
- Phoeniculus damarensis (Ogilvie-Grant, 1901) - upupa boschereccia viola
- Phoeniculus granti (Neumann, 1903)